# عشق و بوسه‌ها (فیلم)
عشق و بوسه‌ها (به انگلیسی: Love and Kisses) فیلمی ۸۷ دقیقه‌ای به کارگردانی اوزی نلسون با بازی ریکی نلسون است.